# Luigi Giunta
Luigi Giunta (Milano, 10 agosto 1908 – Milano, 9 ottobre 1952) è stato un calciatore italiano, di ruolo centrocampista.

## Carriera
Con il Milan disputa una gara nel campionato di Divisione Nazionale 1927-1928 e 5 gare nel campionato di Serie A 1929-1930.
Successivamente ha giocato in Serie B e Serie C con il Seregno ed in Serie C con il Lecco.